# Villanueva de los Caballeros
Villanueva de los Caballeros község Spanyolországban, Valladolid tartományban. Villanueva de los Caballeros Urueña, Villardefrades, San Pedro de Latarce, Villalpando, Cotanes del Monte, Pozuelo de la Orden és Villagarcía de Campos községekkel határos. Lakosainak száma 157 fő (2024).

## Népesség
A település népessége az utóbbi években az alábbiak szerint változott:
| Lakosok száma | 257  | 246  | 244  | 238  | 214  | 196  | 169  | 175  | 167  | 157  |
|               | 2001 | 2004 | 2007 | 2009 | 2012 | 2014 | 2017 | 2019 | 2022 | 2024 |